# RT-2PM白楊飛彈
RT-2PM 白楊是由蘇聯設計的洲際彈道飛彈，并且在蘇聯战略火箭军服役。北约代号为SS-25鐮刀，GRAU代号為，其他的名稱為RS-12M。

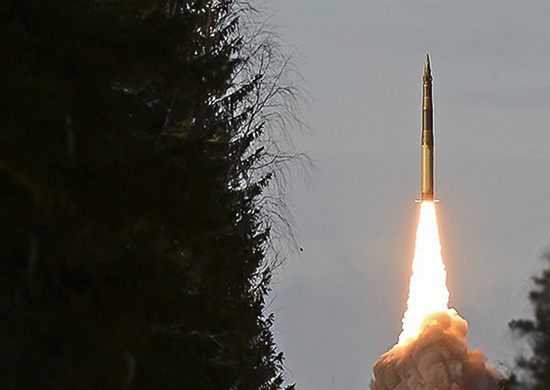
發射後的白楊飛彈

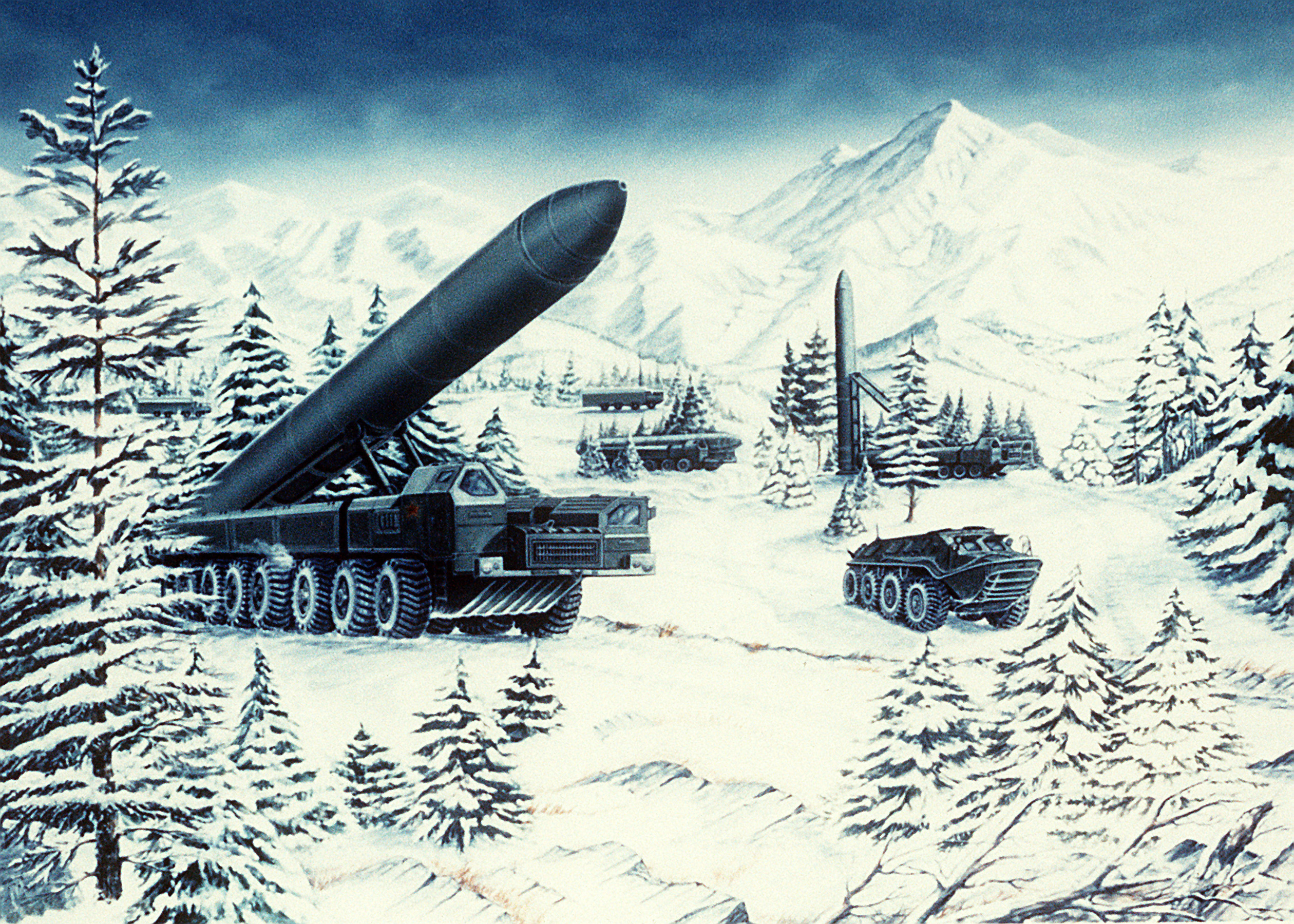
白楊飛彈反擊想像圖

## 發展
最先的18枚SS-25洲際彈道飛彈在1985年初完成部署，為此蘇聯淘汰了20枚老舊的SS-11飛彈以符合戰略武器限制協議中的上限。到了1985年年底，計有45枚SS-25飛彈部署為５個團（每個團有九具發射器）。同時，在此階段將有為數70枚SS-11飛彈除役，其中50枚是為了已成軍的五個SS-25飛彈團，其它20枚則為了準備部署的兩個團。加上這兩個團，SS-25飛彈的總量將達到至少72枚。現在就有72枚服役中的SS-25飛彈。
SS-25洲際彈道飛彈的發射車大都是大型的十車輪型車輛，雖然類似SS-20飛彈的機動發射車，但它的輪子要來得多。飛彈是裝在發射管並放置在載具上，其後有鎖鏈相連，在進行發射時液壓裝置便裝發射管推成直角。飛彈的基地包括了有可開啟式屋頂的車庫與許多備有支援設備的建築。這種可開啟式的屋頂可能不僅用來測試直立的發射架，在緊要關頭將會用來充作後備的發射場。

## 部署
現有72座發射器服役中。有三處基地已被偵測知，全在俄境西北部，艾雅與夫克尼亞薩拉達以及部署目前僅剩的60枚SS-13飛彈的雅西卡歐拉。為了機動發射車所作的燃料補給部署將分佈在此三處基地外的160公里內，其它支援的部署則可廷伸到640至800公里範圍中。

### 現役部隊
- 第27戰略火箭軍
  - 第7戰略火箭師    位於Vypolzovo 18枚
  - 第14戰略火箭師 位於 约什卡尔奥拉 27 枚
  - 第54戰略火箭師 位於 捷伊科沃  9 枚
- 第31戰略火箭軍 
  - 第42戰略火箭師 位於 下塔吉尔 36枚
- 第33戰略火箭軍 
  - 第25戰略火箭師 位於 巴尔瑙尔 36枚
  - 第39戰略火箭師 位於 新西伯利亚 36枚
  - 第51戰略火箭師 位於 伊爾庫茨克 27枚